# Gheorghe Benția
Gheorghe Benția (* 1. Juli 1897 in Pitești; † unbekannt) war ein rumänischer Rugbyspieler.

## Erfolge
Benția nahm an den Olympischen Sommerspielen 1924 in Paris teil, bei deren Rugbywettbewerb lediglich drei Mannschaften im Stade Olympique in Colombes antraten. In der ersten Partie gegen Frankreich unterlagen die Rumänen mit 3:63, die einzigen Punkte erzielte Teodor Florian. Tags darauf verlor die rumänische Nationalmannschaft mit 0:37 auch die Begegnung gegen die Vereinigten Staaten, bei der Benția verletzt vom Feld getragen wurde. In beiden Partien spielte er auf der Position des Außendreiviertels. Trotz der beiden klaren Niederlagen erhielten die Rumänen mangels weiterer teilnehmender Mannschaften als Drittplatzierte die Bronzemedaille und gewannen damit die erste Medaille in Rumäniens olympischer Geschichte. Neben Benția gehörten noch Dumitru Armășel, Teodor Florian, Ion Gîrleșteanu, Nicolae Mărăscu, Teodor Marian, Sorin Mihăilescu, Paul Nedelcovici, Iosif Nemeș, Eugen Sfetescu, Mircea Sfetescu, Soare Sterian, Atanasie Tănăsescu, Mihai Vardală, Paul Vidrașcu und Dumitru Volvoreanu zur Mannschaft.
In Rumänien spielte Benția für den Bukarester Verein Stadiul Român und bestritt zwischen 1919 und 1924 insgesamt vier Partien für die Nationalmannschaft, ohne dabei einen Punkt zu erzielen. Seine beiden übrigen internationalen Partien absolvierte er bei den Interalliierten Spielen 1919 in Paris.